# Imagem ROM

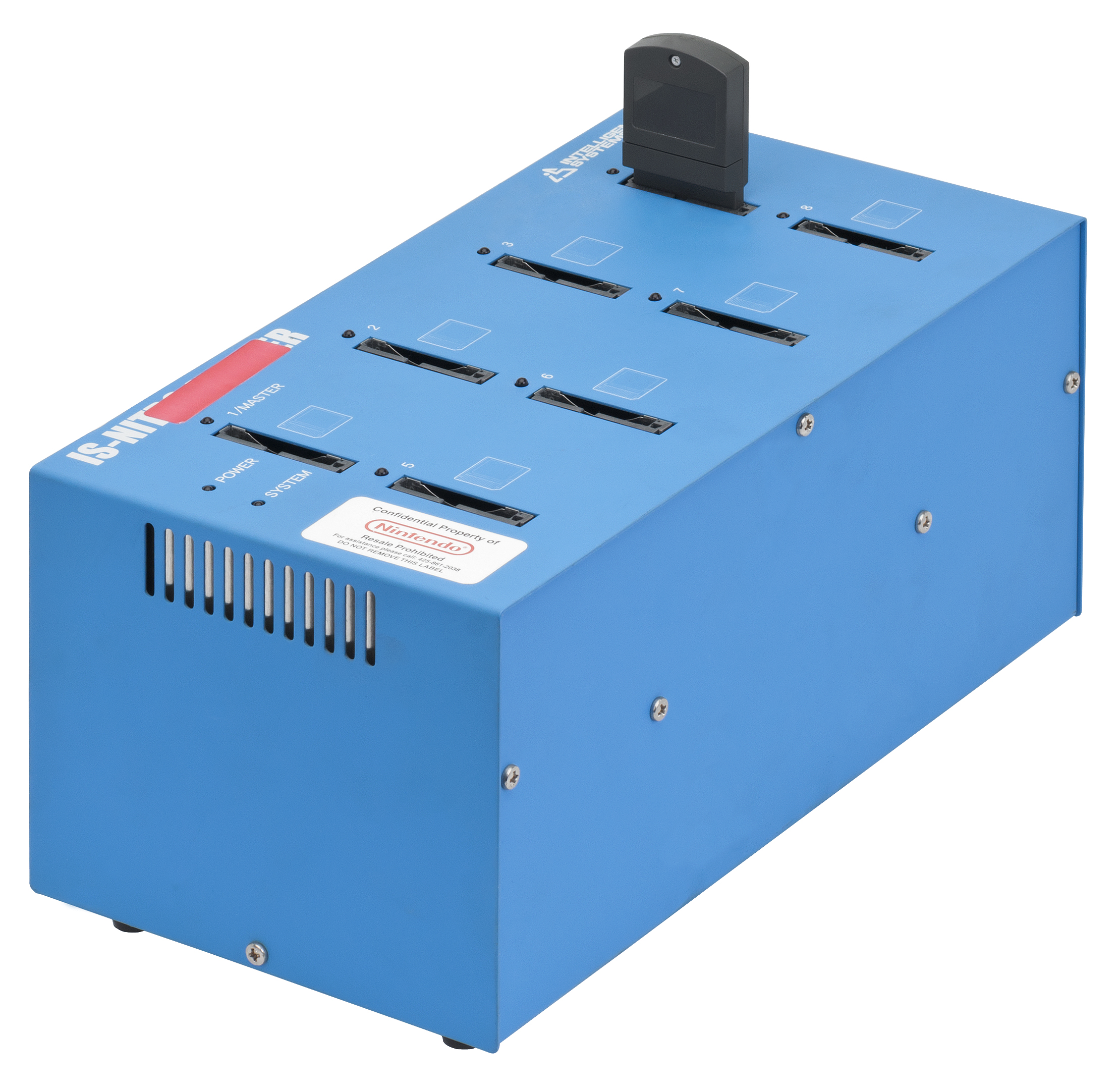
Um gravador de ROM da Intelligent Systems para o Nintendo DS.

Uma Imagem ROM (Read Only Memory, em português "Memória Apenas Para Leitura") é uma cópia em arquivo do chip de memória ROM de um cartucho de video-game; ou a cópia do firmware de um sistema embarcado ou da máquina de arcade; ou a cópia ISO do CD/DVD do jogo eletrônico.
O termo ROM foi incialmente utilizado para outros tipos de memória não voláteis tais como PROM, EPROM, EEPROM e, memória-flash. Muitas vezes, é utilizado incorretamente para imagens de CD/DVD (imagem de disco) e de fita cassete (imagem de fita).
ROMs ou jogos para emuladores e consoles são softwares como quaisquer outros. Portanto, seu uso indevido está sujeito aos rigores da lei.

## Uso
Assim como um console trabalha lendo um cartucho, CD/DVD, ou arquivo de mídia digital, o emulador também precisa de um arquivo para trabalhar semelhante ao console que tenta emular, chamado de imagem ROM, que devem ser reproduzidos sem nenhuma modificação (nem pelo usuário nem pelo emulador).

## Formatos de ROM
Os formatos de arquivos de cada ROM de cada console e emulador:
- Atari: .BIN/.A26
- Game Boy: .GB
- Game Boy Advance: .GBA
- Game Boy Color: .GBC
- Super Game Boy: .SGB
- Master System: .SMS
- Sega Game Gear: .GG
- Mega Drive: .BIN/ .SMD/ .GEN
- Nintendo: .NES
- Super Nintendo: .SMC/.SFC
- Nintendo 64: .N64/.V64/.Z64
- Nintendo DS: .NDS/.IDS
- Xbox e Xbox 360: .XEX

## Direito autoral
Os emuladores trabalham com a imagem ROM, arquivos que não podem ser modificados pelo usuário e nem pelo emulador. Semelhante a um filme ou uma música que não pode ser comercializada e nem modificada sem autorização do fabricante, sendo considerado crime de pirataria por infringir o direito autoral.
Se o jogador possui uma cópia original do jogo em questão; ou seja, se este possui o cartucho ou a mídia digital então possui a permissão de uso e guarda da ROM correspondente. Quando o jogador compra um produto, ele é livre para usar como quiser domesticamente (sem envolver distribuição pública).